# Michelangelo La Neve
Michelangelo La Neve (Tarsia, Cosenza, Italia, 14 de marzo de 1959 - Roma, 18 de enero de 2022) fue un dibujante y guionista italiano.

## Biografía
Nació en Tarsia, en Calabria, pero, siendo aún un niño, se trasladó con su familia a Varese, en Lombardía.
A los dieciocho años, tras el diploma, decidió mudarse a Roma, donde trabajó como diseñador gráfico e ilustrador, comenzando a dibujar para revistas como Rosa Shocking y Tilt; posteriormente, se especializó en la escritura de guiones.
Entre 1989 y 1991 colaboró con las editoriales ACME, Universo y Blue Press, trabajando también para la revista Intrepido. En 1992 comenzó a colaborar con la editorial Bonelli, escribiendo historias para Dylan Dog y Martin Mystère. En 1995 creó el cómic ESP, publicado por Universo.
Colaboró con el Teatro de la Ópera de Roma, con la obra L'Opera a fumetti.
Publicó en Francia, Italia y Estados Unidos, para Les Humanoids Associès, la novela gráfica Le jours des magiciens, dibujada por Marco Nizzoli, y Sebastian X, con dibujo del canadiense Stuart Immonen. Fue coautor, junto con el publicista Lorenzo Amadio, de la novela fantástica Cyrus Dikto - La sinfonia dell'immortale.
En 2013 escribió el guion de la comedia Song'e Napule, dirigida por Manetti Bros. También ha escrito el guion del episodio Tassista notturno, de la quinta temporada de la serie de televisión L'ispettore Coliandro (2016), dirigida por Manetti Bros. La colaboración con los hermanos Manetti continuó con Ammore e malavita, un musical de 2017 protagonizado por Giampaolo Morelli, Serena Rossi, Claudia Gerini y Carlo Buccirosso.
La Neve falleció el 18 de enero de 2022, en Roma.